# Hubert Weber
Hubert Weber (Viena, 1939) és un jurista austríac, president del Tribunal de Comptes Europeu de 2005 a 2008.

## Trajectòria
Va estudiar dret a la Universitat de Viena. De 1959 a 1970, va treballar a l'Administració del Mercat de Treball i posteriorment fou director ddjunt al Ministeri d'Afers Socials austríac.
De 1970 a 1975 va treballar com a auditor al Tribunal de Comptes d'Àustria. A partir de 1971 s'encarrega dels projectes de la Secretaria General de la INTOSAI, l'Organització Internacional de les Entitats Fiscalitzadores Superiors.
Entre 1975 i 1980 fou President de la Cort d'Àustria. De 1981 a 1989 fou Cap del Departament de Personal i Capacitació. De 1990 a 1995 fou cap de la secció de control de les empreses públiques responsables dels afers internacionals en el camp de la INTOSAI i les seves organitzacions per a les diferents regions (AFROSAI, ARABOSAI, ASOSAI, CAROSAI, EUROSAI, OLACEFS i SPASAI) així com en la cooperació en els projectes de les Nacions Unides en l'àmbit del control financer.
L'1 març 1995 ingressà com a del Tribunal de Comptes Europeu. el 8 de març de 2000 va estar a càrrec del departament d'ADAR (desenvolupament d'auditoria i preparació d'informes) i Degà del Sector ADAR. Del 9 de març de 2000 fins al 30 d'abril de 2004 fou Degà del Grup de Fiscalització III responsable de revisar l'àrea financera del pressupost general de la Unió Europea cooperació amb els països en desenvolupament i països tercers.
De l'1 de maig de 2004 fins al 15 de gener 2005 fou Degà del Grup d'Auditoria III Accions exteriors. Del 15 de gener de 2005 fins al 15 de gener de 2008, va ser president del Tribunal de Comptes Europeu. Fou substituït pel portuguès Vítor Caldeira.